# Leopold Nagel
Leopold Nagel (* 1. September 1818 in Horn, Niederösterreich; † 18. Dezember 1895 in Klagenfurt) war ein österreichischer Unternehmer und Bürgermeister von Klagenfurt.

## Biographie
Leopold Nagel entstammte einem alten Klagenfurter Handelshaus. Er war Sohn des Kaufmanns Leopold Nagel (1787–1843) und dessen Ehefrau Theresia geb. Klomser (1788–1864). Er war römisch-katholisch, blieb ledig und übernahm nach dem Tod des Vaters dessen Betrieb und die Handlung „Zur blauen Kugel“ am Alten Platz. 1860 zog er sich nach Verkauf aller Unternehmungen ins Privatleben zurück und widmete sich dem Wohle der Gemeinde. 1863 wurde er Gemeinderat und Vizebürgermeister und von 1865 bis 1870 Bürgermeister.
Am Tage seiner Wahl wurde das „Hotel Europa“ eröffnet (Kardinalplatz 8), das der kulturelle Mittelpunkt der Stadt wurde. Am 23. Dezember 1865 forderte er vom Land die Rückgabe aller Entitäten, d. h. aller von den Landständen im Laufe der Zeit im öffentlichen Interesse errichteten Bauten. Auf Grund eines Vertrages mit dem Land gingen demnach die Wasserleitung, die öffentlichen Brunnen, die Denkmäler, Graben und Wälle, das Feuerwehrhaus und das Theater in das Eigentum der Stadt über. 1866 wurde der Bau der evangelischen Johanneskirche vollendet und die erste „Freiwillige Rettungsgesellschaft“ in der Monarchie gegründet. 1867 wurde in Klagenfurt die Prügelstrafe verboten.
Im Fasching 1870 ereignete sich ein tragisches Unglück: durch Schneelast wurde das Dach der Waschhütte am Feuerbach eingedrückt, drei tote Wäscherinnen waren zu beklagen. Der Bürgermeister wurde beschuldigt, keine ausreichende Vorsorge für die Schneeräumung von Dächern und Straßen sowie die Streuung der Wege getroffen zu haben und musste daraufhin zurücktreten.
Er war wirkliches Mitglied und von 1859 bis 1867 sowie von 1874 bis 1878 Vizepräsident der Kärntner Handels- und Gewerbekammer.
Vom 6. April 1861 bis zum 29. Mai 1884 war er Abgeordneter im Kärntner Landtag. Im Landtag war er in der
- I. Wahlperiode von 1961 bis 1867 Ersatzmitglied des Landesausschusses; Mitglied des Finanz- und des Revisionsausschusses
- II. Wahlperiode von 1867 bis 1870 Mitglied des Landesausschusses; Mitglied des Bauausschusses
- III. Wahlperiode von 1870 bis 1871 Mitglied des Finanzausschusses
- IV. Wahlperiode von 1871 bis 1877 Mitglied des Finanzausschusses
- V. Wahlperiode von 1878 bis 1884 Mitglied des Landesausschusses.

Er gehörte dem Klub Deutschliberale an.
Bis 1884 war Nagel Landesfinanzreferent. Der zum Kaiserlichen Rat ernannte Leopold Nagel legte 1885 alle öffentlichen und Ehrenämter nieder und blieb nur noch Mitglied des Junggesellenbundes „Die Zwanglosen“. Er verstarb 1895.

## Belege
- Rudolf Siegl: Die Abgeordneten zum Kärntner Landtag von 1848 bis 1938. Diss., 2022, S. 302, Digitalisat.
- Eduard Skudnigg: Die freigewählten Bürgermeister von Klagenfurt. In: Gotbert Moro (Hrsg.): Die Landeshauptstadt Klagenfurt. Aus ihrer Vergangenheit und Gegenwart. Band 2. Klagenfurt 1970, S. 308.
- Bürgermeister seit 1850 auf der Website der Stadt Klagenfurt

| Vorgänger             | Amt                                    | Nachfolger            |
| --------------------- | -------------------------------------- | --------------------- |
| Gabriel von Jessernig | Bürgermeister von Klagenfurt 1865–1870 | Gabriel von Jessernig |

| Personendaten    | Personendaten                                    |
| ---------------- | ------------------------------------------------ |
| NAME             | Nagel, Leopold                                   |
| KURZBESCHREIBUNG | österreichischer Politiker, Landtagsabgeordneter |
| GEBURTSDATUM     | 1. September 1818                                |
| GEBURTSORT       | Horn                                             |
| STERBEDATUM      | 18. Dezember 1895                                |
| STERBEORT        | Klagenfurt am Wörthersee                         |